# Мурад V
Мурад V (на турски: V. Murad) е 33-тият султан на Османската империя от 30 май до 31 август 1876 година, когато е обявен за луд и детрониран от брат си Абдул Хамид II. Затворен 28 години в дворец, умира през 1904 г.